# Venus Awards 2013
Die Venus Awards 2013 fanden in Berlin statt. Als Veranstaltungsort diente erstmals das Ellington-Hotel im Ortsteil Schöneberg. Moderiert wurde die Veranstaltung von Mia Julia Brückner und Conny Dachs. Es wurden Preise in 23 Kategorien sowie 4 Juryauszeichnungen verliehen.

## Preisträger
- Best Actress – Lena Nitro[2]
- Best Actress International – Christy Mack[2]
- Best TV-Act – Julie Hunter[2]
- Best Female Newcomer – Lexy Roxx[2]
- Best Actor – Chris Hilton[2]
- Best Label – Magmafilm[2]
- Best Director – Tim Grenzwert[2]
- Best Movie – Oktober Sexfest (Private Media Group)[2]
- Best Producer – Wolfgang Embacher[2]
- Best MILF – Sexy Susi[2]
- Best Amateurgirl – Aische Pervers[2]
- Best Webpage – FunDorado.com[2]
- Best Erotic-Community – JOYclub[2]
- Best Gonzo Label – Cruel Media[2]
- Best Erotic-Guide – BERLINintim/BERLINintim-Club[2]
- Best New Product – Penomet[2]
- Best Live Cam Site International – LiveJasmin[2]
- Best Licensed Toy Collection – Penthouse Pet Cyberskin Collection[2]
- Best Magazine – Penthouse[2]
- Best New Channel Launch – Penthouse Black[2]
- Best Toy Design – OVO[2]
- Best Innovation – Chathouse 3D thriXXX[2][3]
- Best New Toyline – Mystim[2]
- Jury Award – Pipedream[2]
- Jury Award – Aileen Taylor[2]
- Jury Award – Manuel Stallion[2]
- Jury Award – Texas Patti[2]